# 犬塚志乃
犬塚 絢香（いぬづか あやか、1993年4月2日 - ）は、元ラジオパーソナリティ、元リポーター、元MC、元モデル、元タレント。日本拳法 元全日本チャンピオン、2019ミス・ユニバース・ジャパン愛知準グランプリ、愛知大学卒業。愛知県豊橋市出身。空手二段、日本拳法二段。

## 概要
1993年に愛知県豊橋市で生まれる。格闘技歴15年で日本拳法二段 元全日本チャンピオン。
容姿端麗にスポーツ万能ということで全国区の注目に。さらに2019年、『2019ミス・ユニバース・ジャパン愛知』準グランプリとなる。
名古屋のモデルアイドル『dela』に在籍中は国内外で活躍。ミスヤングチャンピオン2013ファイナリストとなりヤンチャン学園音楽部のメンバーとして活躍した。同時に2015年から3年間、キャプテンを務めた。ソロ歌手としてもCDデビューを果たした。
ラジオ、リポーター、イベント司会とマルチに活躍する。無類のスターバックス、愛犬ポコ、自身の家で獲れる無農薬野菜が好き。趣味は料理。同年7月1日、犬塚絢香に改名したが、現在は不明。

## 受賞歴
- 日本拳法 全日本チャンピオン
- ミスヤングチャンピオン2013 ファイナリスト（2013年）[3]
- 2014ミス・ユニバース・ジャパン愛知 ファイナリスト（2013年11月）
- 2016ミス・ユニバース・ジャパン愛知 ファイナリスト（2015年12月）
- 2019ミスユニバース・ジャパン愛知 準グランプリ（2019年3月）[4]

## 経歴
- 2010年、エンドレスレディのオーディションを受け、16歳で史上最年少レースクイーンとなり、1年間学業と両立をしながらレースクイーンとして活動。[5]。
- 2012年4月、名古屋のアイドルユニット『dela』の公開オーディションに参加。ファン投票により同ユニットの1期生となり、現芸名を名乗る。
- 2015年4月30日、約3年間delaのキャプテンを務め、グループを卒業。以降は個人タレントとして活躍。
- 2016年、SUPER GT「ZENT sweeties」メンバーとしてレースクイーン復帰[6]。豊橋市出身者としては神谷まりな[7]（2013年・2015年）に続く選出となった。
- 2019年3月、『2019ミス・ユニバース・ジャパン愛知』準グランプリに選ばれる[4]。

## 人物
- 趣味はサンドバッグ打ち込み、薬膳、美味しいものを食べること(マクロビにハマり中)、愛犬のお世話。
- 特技は空手、日本拳法（元全日本チャンピオン) 。
- 保有資格は空手二段、日本拳法二段、普通自動車免許、漢検準二級、英検準二級。
- 芸名は南総里見八犬伝に登場する「犬塚信乃」に由来。
- 2016年3月に愛知大学を卒業。在学中はdelaメンバーとして学園祭のライブに2回出演した他、同大学内で行われた中村区綱ひこうぼうし大会にも参加したことがある。

## レギュラー

### テレビ
- メ〜テレ『ジョシばな』（金曜25:26〜25:34）
- 静岡朝日テレビ『サタハピ』 - ハッピーイオンレポーター
- 静岡朝日テレビ『いろどりナビ』 - リポーター
- 静岡朝日テレビ『#TV』 - リポーター
- ケーブルTVティーズ『いろどりテーブル』 - リポーター
- TOKAIケーブルネットワーク『トコチャンワイド おとなの遠足』[8]

### ラジオ番組
- @FM『HEADBANGERS CLUB』（土曜25:30〜26:00）
- エフエム豊橋『ZENTプレゼンツまっと！あそばまいRADIO』
- エフエム豊橋『田部井淳と犬塚志乃の道やりませんか？！』

## 出演

### テレビドラマ
- メ〜テレ メ〜テレ50周年特別番組『名古屋行き最終列車』（2012年12月18日 - 21日）
- メ〜テレ 『名古屋行き最終列車 2014』（2014年1月28日 - 31日）[9]
- メ〜テレ『名古屋行き最終列車 season3』（2014年1月28日 - 31日）
- メ〜テレ『三人兄弟』（2015年10月12日 - 12月14日）

### バラエティ・情報番組
- テレビ朝日『シルシルミシル』（2010年6月23日）
- CBC『花咲かタイムズ』（2012年5月12日）
- 東海テレビ『ありったけ!』（2012年5月20日）
- テレビ愛知『パピプペポNIGHT』（2012年5月30日）
- テレビ愛知『映画なう。』（2012年5月31日）
- メ〜テレ『昼まで待てない!』（2012年6月9日）
- CBC『花咲かタイムズ』（2012年6月30日）
- メ〜テレ『新おもてなし隊なごや』（2012年7月11日）
- 東海テレビ『わんだほ感謝祭 アイドル発掘 お笑い紅白歌バトル』（2012年11月20日）
- メ〜テレ『BOMBER-E』（2013年2月6日）
- 東海テレビ『バラ金最強アイドルへの道 東海地方NO.1ご当地アイドル決定戦』（2013年2月23日）
- 中京テレビ『PS』（2013年3月10日）
- CBC『ノブナガ』（2013年7月28日）
- テレビ愛知『名古屋アイドル百花繚乱！2014年私たちどうすればいいですか？』（2013年12月30日）
- テレビ愛知『イベント情報』 - レポーター
- TBS『最新トレンド乱キング！リア10』（2014年7月20日）[10]

### ラジオ
- FM豊橋、ティーズ『ココスタおじゃMonday』
- FM豊橋『ここなっつふらいでぇ』

### CM
- メガロス千種 ラジオCM
- メ〜テレPLUS CM
- 名鉄グループCM 「ご夫婦で行く韓国・ベトナム」「歩いて参拝 知多四国」
- ライズ・アップ テレビCM

### イメージキャラクター
- 名古屋青年会議所年間サポーター（2014年1月 - ）
- 第67回日本選手権競輪（GI）応援サポーター（2014年3月）
- 映画『ハイキック・エンジェルス』応援サポーター（2014年6月）[11]

### 雑誌・本
- GALSPARADISE レースクイーンデビュー編（2010年7月24日）
- GALSPARADISE 2011オートサロン編（2011年4月9日）
- でか地図Walker（2012年6月15日）
- アイドル・ソング・クロニクル（2012年9月20日）
- CIRCUS MAX(2012年10月)
- GALS PARADISE 2012トップクイーン編（2012年11月10日）
- custom Scooter(2013年2月)
- ローカルアイドルパーフェクトガイド（2013年3月）
- ヤングチャンピオン グラビア（2013年5月14日）
- ヤングチャンピオン グラビア（2013年5月28日）
- BOMB 2013年7月号(2013年6月7日)
- ヤングチャンピオン グラビア（2013年6月13日）
- ヤングチャンピオン センターグラビア（2013年7月23日）
- ヤングチャンピオン グラビア（2013年8月13日）
- みかわのとびら 創刊号 表紙（2013年9月）
- るるぶFREE 表紙（2013年11月15日）
- LEONET TIMES 表紙（2014年1月号）

### 広告
- メガロス千種 広告モデル

### WEB
- あいちインターネット情報局 CH1県政リポート「がん 早期発見 早期治療」（2013年11月）

### 映画
- TRAVERSE -トラバース -：看護師役

### レースクイーン
- 2010 ENDLESS LADY レースクイーン（2010年）[5]
- 鈴鹿2&4 DOGFISHオーテック・スズカレースクイーン（2012年4月）
- 鈴鹿8耐 DOGFISHオーテック・スズカ&ブリージング レースクイーン（2012年7月）
- SUPER GT ZENT sweeties（2016年）[1]

### ラウンドガール
- 第11回東日本大震災チャリティーマッチ〜 亀田三兄弟 全国行脚 四 in名古屋 ラウンドガール（2013年）

### MC
- 愛知県ドライバーマナーアップイベント
- セントレア旅プロジェクト2017 キックオフイベント トークショー
- インターモールド名古屋 / 138タワーパーク ツインアーチのメリークリスマスイルミネーション点灯式
- 乃木坂46オーディションセミナー
- 豊橋まつり
- 愛知県警 こども交通安全教室

### その他
- 「劇場版BLOOD-C〜The Last Dark〜」名古屋地区限定宣伝斬り込み隊 隊長（2012年）

## 歌手

### ソロシングル
- センチメンタルな花（miuzic records／2016年5月1日・M-CARD限定発売）[12][13]

| #  | タイトル               | 作詞・作曲 | 編曲  |
| -- | ---------------------- | ---------- | ----- |
| 1. | 「センチメンタルな花」 | 近藤薫     | HASSE |
| 2. | 「SHANDY」(solo ver.)  | 近藤薫     | HASSE |